# Jean Ces
Jean Ces (Béziers, 5 settembre 1906 – 25 dicembre 1969) è stato un pugile francese.

## Palmarès
- Giochi olimpici

Parigi 1924: bronzo nei pesi gallo.